# Ikue Teshigawara
Ikue Teshigawara, née le 27 octobre 1978 à Gifu, est une patineuse de vitesse sur piste courte japonaise.

## Biographie
Elle participe aux Jeux olympiques de 1998, 2002 et 2006.